# Calicut Football Club
Il Calicut Football Club è una società calcistica indiana con sede nella città di Kozhikode, nel Kerala, che milita nella Super League Kerala dal 2024.

## Storia
Il club è stato fondato nel maggio 2024.

## Allenatori e presidenti
| Allenatori - 2024-attuale Ian Andrew Gillian | Presidenti - 2024-attuale Valayil Korath Mathews |

## Organico

### Rosa
| N. |                  | Ruolo | Calciatore         |
| -- | ---------------- | ----- | ------------------ |
| 1  | India (bandiera) | P     | Vishal Joon        |
| 3  | Ghana (bandiera) | C     | James Kotei        |
| 4  | India (bandiera) | D     | Abhiram K          |
| 5  | Ghana (bandiera) | D     | Richard Osei       |
| 7  | India (bandiera) | A     | Thahir Zaman       |
| 9  | Haiti (bandiera) | A     | Kervens Belfort    |
| 11 | India (bandiera) | A     | Gani Nigam         |
| 12 | India (bandiera) | D     | Mohamed Salim      |
| 13 | India (bandiera) | P     | Muhammed Nishad PP |
| 14 | India (bandiera) | D     | Dane Saju          |
| 15 | India (bandiera) | D     | Abdul Hakku        |
| 16 | India (bandiera) | C     | Arjun V            |
| 17 | India (bandiera) | A     | Roshan Gigi        |
| 18 | India (bandiera) | D     | Riyas PT           |

| N. |                    | Ruolo | Calciatore              |
| -- | ------------------ | ----- | ----------------------- |
| 20 | India (bandiera)   | C     | Aslam                   |
| 21 | India (bandiera)   | C     | Jijo Joseph             |
| 23 | India (bandiera)   | P     | Aman Kumar Sahni        |
| 24 | India (bandiera)   | D     | Rijohn Jose             |
| 26 | India (bandiera)   | D     | Wangkheimyum Olen Singh |
| 27 | India (bandiera)   | C     | Thoi Singh              |
| 31 | India (bandiera)   | D     | Manoj M                 |
| 33 | India (bandiera)   | C     | Britto PM               |
| 34 | Ghana (bandiera)   | A     | Ernest Barfo            |
| 44 | Senegal (bandiera) | D     | Papé Diakité            |
| 77 | Brasile (bandiera) | C     | Rafael Resende          |
| 88 | Camerun (bandiera) | C     | Andres Nia              |
| 99 | Brasile (bandiera) | A     | John Kennedy            |
|    | India (bandiera)   | C     | Jockson Dhas            |

### Staff tecnico
- Ian Andrew Gillian - Allenatore
- Biby Thomas Muttath - Vice allenatore

## Palmarès

### Competizioni nazionali
- Super League Kerala: 1

2024